# Division d'Udaipur
La division d'Udaipur est une division de l'état du Rajasthan en Inde. La division comprend six districts : le district de Bansvara, de Chittorgarh, de Dungarpur, de Rajsamand, d'Udaipur et de Pratapgarh.